# 古橋拓真
古橋 拓真（ふるはし たくま、1980年 - ）は、日本のフリーアナウンサー、講師。

## 来歴
静岡県磐田市出身。静岡県立磐田南高等学校、東北大学経済学部経済学科卒業。
大学を卒業後、2003年4月に北陸放送 (MRO) に入社し、2005年2月まで同局のアナウンサーを務めていた。
2005年3月に瀬戸内海放送 (KSB) へ移籍し、2006年2月まで在籍した。同局ではアナウンサーと記者を兼務していた。
瀬戸内海放送を退社した後は、関東地方でフリーアナウンサーとして活動。また、オンライン通信講座オンスク.JPの講師も務めている。2014年1月から2015年5月まではオンライン学習塾アオイゼミの講師を務めていた。

## 担当番組

### 北陸放送
- 元祖シネマホリック
- KSBスーパーJチャンネル
- 今日も“シャキ”っと
- ウィークエンド石川
- 山蓄独断ベストヒット

### 瀬戸内海放送
- スポーツパラダイス[3]

### フリー転向後
- NHK海外ネットワーク（NHK） - ナレーター[4]
- ニュースウオッチ9（NHK）
- スッキリ!!（日本テレビ） - リポーター[4]